# 春日和彦のアタックヤング
春日和彦のアタックヤング（かすがかずひこのアタックヤング）はかつてSTVラジオのラジオ番組アタックヤングの金曜日深夜で放送（途中、木曜日深夜、水曜日深夜でも放送）されていた番組。パーソナリティは春日和彦アナウンサー（当時）。1981年4月3日放送開始、1987年3月放送終了。

## 放送時間
- 毎週金曜日深夜24:00～24:50（土曜日未明0:00～0:50）- 1981年4月3日～1983年3月、1985年4月～1987年3月
- 毎週木曜日深夜24:00～24:50（金曜日未明0:00～0:50）- 1983年4月～1984年3月
- 毎週水曜日深夜24:00～24:50（木曜日未明0:00～0:50）- 1984年4月～1985年3月

## コーナー
- 深夜の恐怖コーナー
歌詞とは違う奇妙な声が入っているように聴こえる曲を紹介する「恐怖のレコード」や、「恐怖の体験談」などで構成。この番組を代表するコーナーの一つだった[1]。
- ぶっつけ本番体当たりコーナー
中学校、女子校、または若者の集まる場所にデンスケを担いで出没し、その場でレポート、インタビューを行った[2]。
- ラブラブジャッジ
片思いの彼（彼女）や恋人がいるリスナーの将来を占った[2]。